# Caulonia (antigua ciudad)

Ciudades de la Magna Grecia, con la ubicación de Caulonia, que pertenecían a la zona de dialecto aqueo.

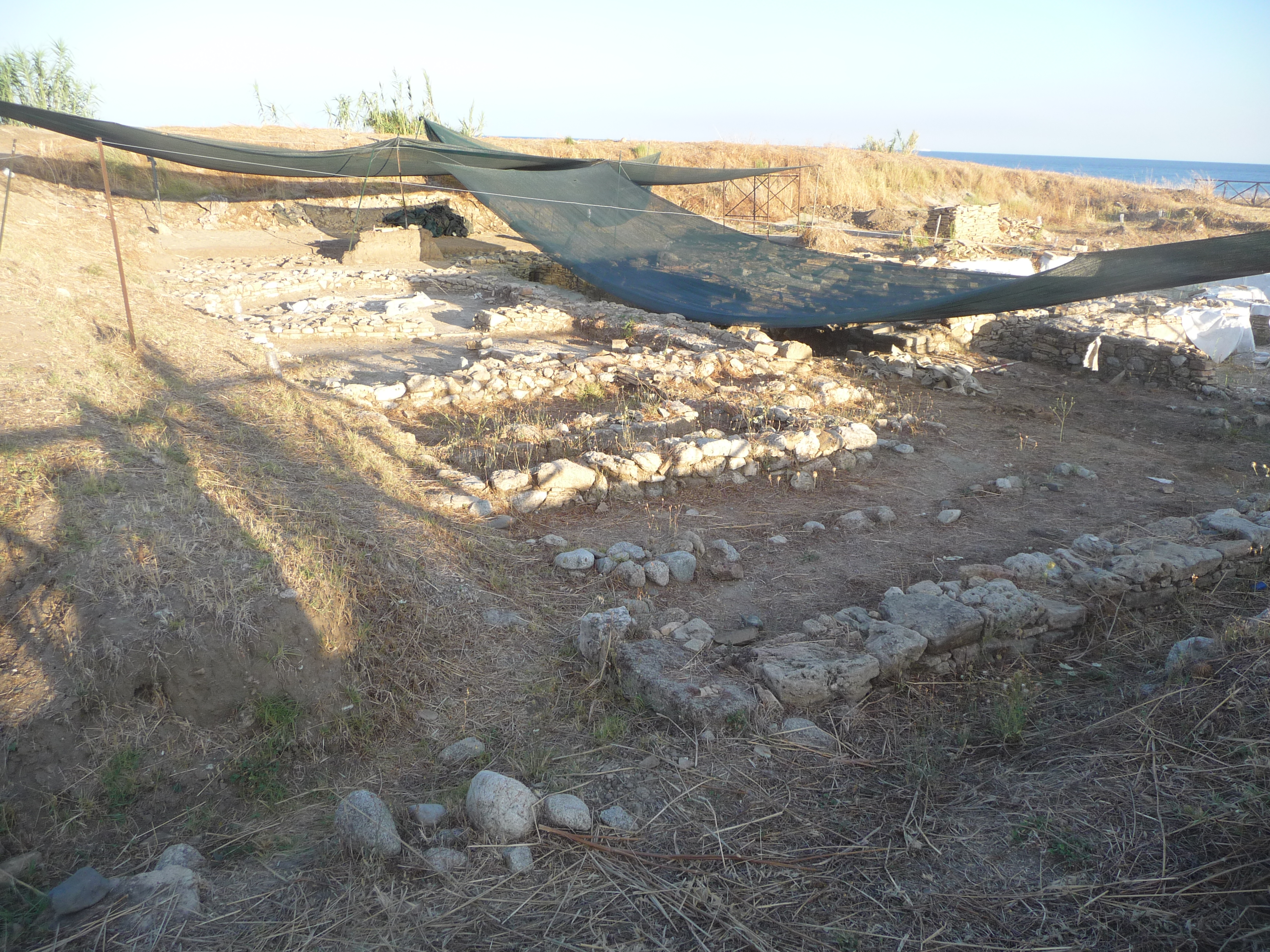
Ruinas de casa griega.

Caulonia fue una colonia de la Magna Grecia, cuyos restos se encuentran cerca de Punta Stilo, en la comuna de Monasterace, provincia de Reggio Calabria.
Las primeras excavaciones arqueológicas fueron realizadas por Paolo Orsi en el 1910-1911.

## Fundación
Según la tradición, el nombre de la ciudad deriva del nombre de su fundador, Kaulon, hijo de la amazona y héroe de la guerra de Troya. Según Francesco De Sanctis deriva de la palabra griega kaulos = «madera, tronco». Según Estrabón su nombre deriva de Aulonia (del griego antiguo aulón «desfiladero»), nombre que le dieron los aqueos.
Acerca de las hipótesis relacionadas con su origen, las fuentes informan dos interpretaciones principales. La primera, apoyada por Estrabón y Pausanias, atribuyen su fundación a colonos de Acaya guiados por Tifón de Egio. La segunda hipótesis, apoyada por la mayoría de los autores modernos, se inclina a que fue fundada por la ciudad de Crotona. De hecho, existe una dicotomía entre las dos hipótesis, ya que la prevalencia de uno u otro influiría solamente en la fecha de su fundación. La investigación arqueológica ha convenido en identificar el siglo VIII a. C. como el período de su fundación; mientras que la colonización crotoniana, correspondiente al período de máximo esplendor, se puede datar en el siglo VI a. C.

## Historia
Limitaba al sur con el río Sagra, en cuyas orillas, en el siglo VI a. C. tuvo lugar la famosa Batalla de la Sagra, en la que Caulonia aliada con Crotona fue derrotada por Locros y Regio gracias, según la tradición, a la intervención milagrosa de los Dioscuros. Es incierto el primer siglo de vida de la ciudad, ya que la mayor cantidad de los datos parten desde la mitad del siglo VI a. C., cuando este centro gozó de su periodo de mayor riqueza. 
En el 389 a. C., fue sometida a asedio y conquistada por Dionisio I, tirano de Siracusa, a pesar de la ayuda de los crotoniatas y la Liga Italiota. Trasladó sus habitantes a Siracusa, les concedió la ciudadanía y les eximió de impuestos durante cinco años. Caulonia fue arrasada y su territorio entregado a Locros. Esto tal vez explique la tradición de que pertenecía a los locrios  y que fue fundada por estos.  Según Hansen y Nielsen, su refundación en torno al año 357 a. C. por Dionisio II se puede inferir de Diodoro Sículo (XVI.10.2, XVI.11.3) y de Plutarco (Vida de Dión 26.7).
Estrabón informa que quedó desierta en el 277 a. C. sus habitantes fueron expulsados y fundaron una nueva Caulonia en Sicilia. Pausanias atribuye la destrucción a los campanos.

## Arqueología

### Estructura urbana

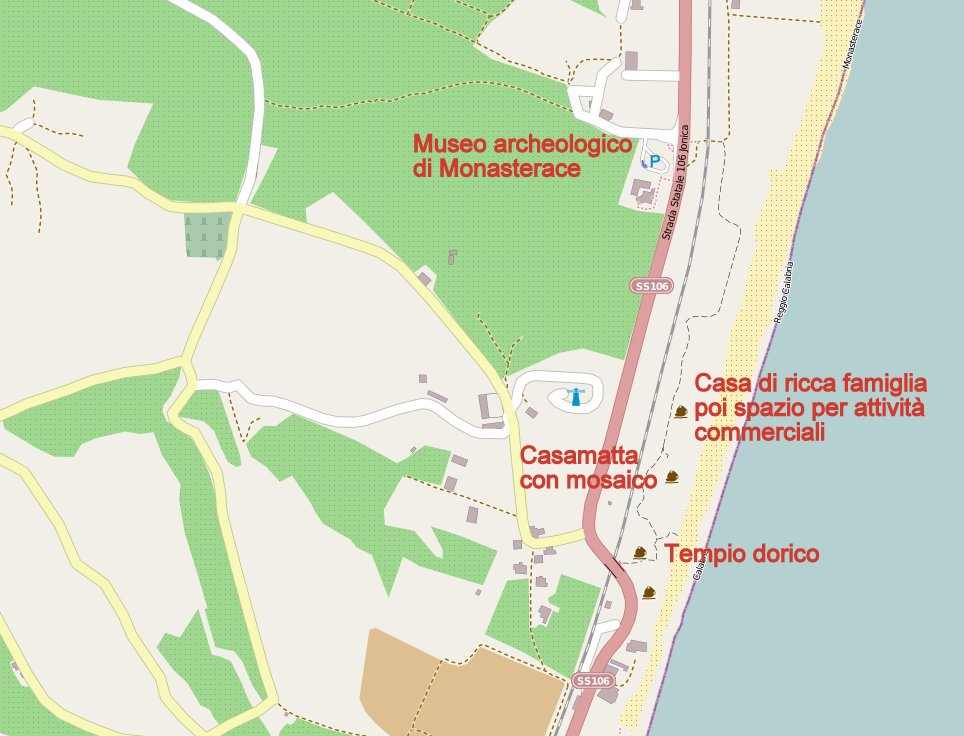
Mapa del sitio de Caulonia.

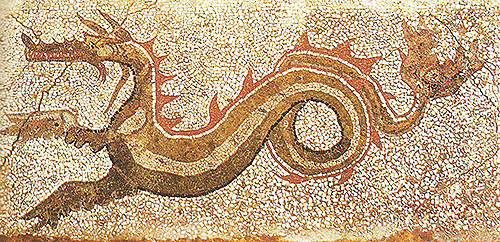
Mosaico del dragón, descubierto en 1960.

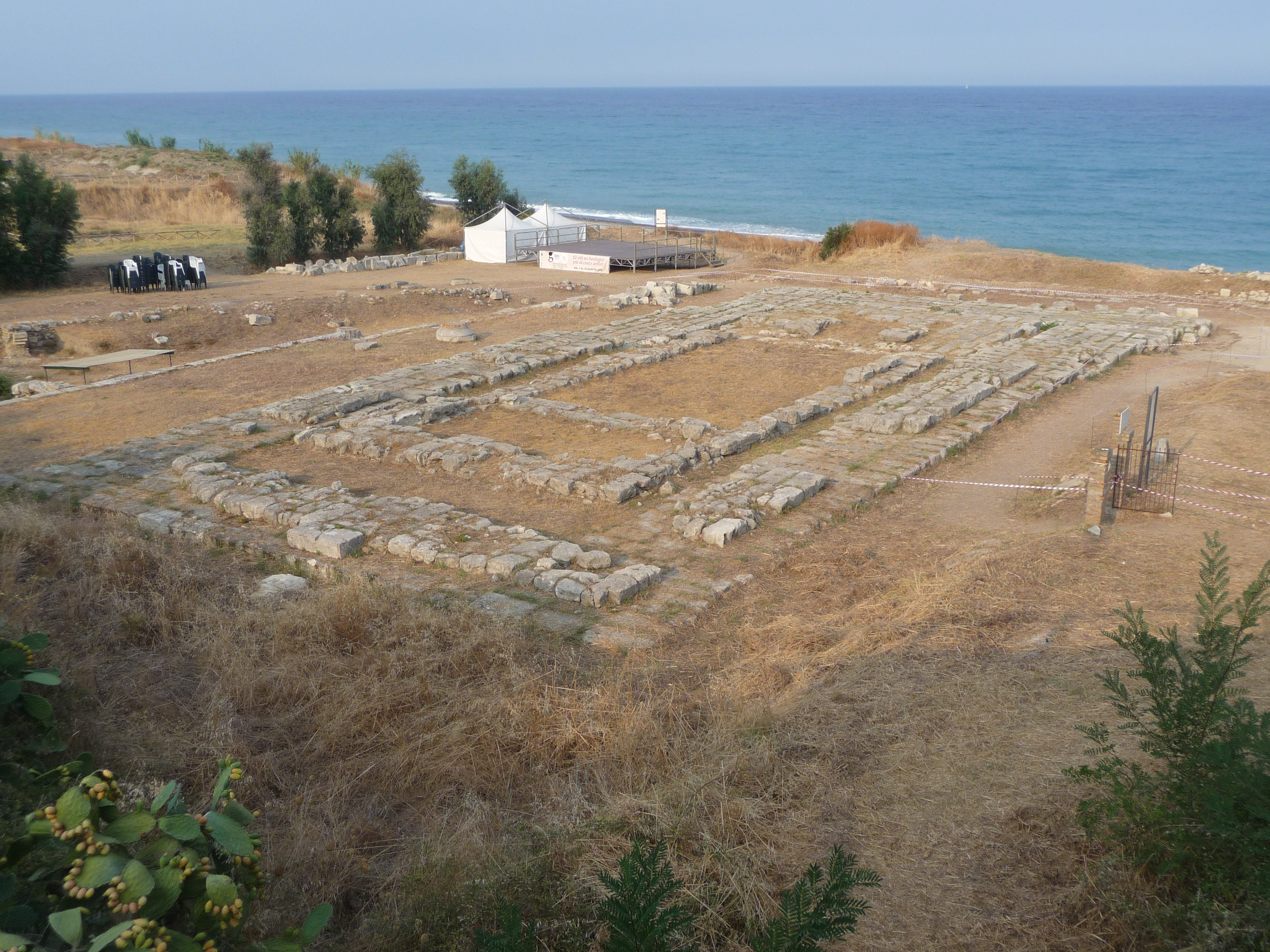
Templo dórico de Caulonia.

El asentamiento urbano de Caulonia en época arcaica todavía no está delimitado con claridad, pero se sabe que la ciudad había estado rodeada por murallas reforzadas por torres cuadrangulares que están bien conservadas. En el periodo helenístico el trazado urbano presentaba una planta octogonal con plateiai (calles principales) dispuestas paralelamente a la línea costera.

### Mosaico del dragón
El Mosaico del dragón, el más famoso y reconocido de la Magna Grecia, que actualmente se expone en el Museo Arqueológico de Monasterace Marina (luego de años de ser expuesto en el Museo Nacional de la Magna Grecia de Regio de Calabria), decoraba la entrada de una de las casas arqueológicamente más ricas de las excavadas (ya que, además del mosaico del dragón se han encontrado un par más). Este mosaico fue descubierto en 1960 y data del siglo III a. C.

### Casa Matta
Asimismo, existe un vasto edificio, actualmente de mayor importancia, denominado Casa Matta. En sus orígenes creada como una estructura en parte residencial pero en parte pública, fue transformada durante la época Brucio en un santuario donde se practicaba probablemente el culto a una divinidad femenina (¿Deméter?). De particular interés para el que investiga la fase helenística tardía, se revela un ambiente de carácter termal descubierto en el sector nororiental, en particular en una habitación circular en la que hay bañeras individuales lustradas, realizadas en terracota. En la habitación más importante, en julio de 2013 se han revelado un sistema completo de cañerías para el baño a vapor y el mosaico más amplio y antiguo de la Magna Grecia (30 metros cuadrados). En él se pueden apreciar figuras protectoras como dragones y delfines.

### Templos
El templo más importante de la antigua Caulonia era un templo dórico, situado junto al mar, en punta Stilo, del cual se conserva únicamente su base. Se ha fechado en torno al 430-420 a. C., pero probablemente se edificó sobre un templo anterior. Probablemente estaba dedicado a Zeus Homario. Algunos restos de otro templo hallados en la colina de la Passoliera se hallan en el Museo de Regio de Calabria.

### Metalurgia
En muchos puntos de la ciudad, tanto en estratos del periodo clásico, como el helenístico o el romano, se puede apreciar claramente la actividad metalúrgica relativa a la fundición y elaboración de bronce y hierro. No es de extrañar, ya que Kaulonia disponía en las montañas aledañas (zona de Stilo-Pazzano) de la zona de extracción de hierro más importante de la Magna Grecia. Asimismo, disponía de minas de Plata (Bivongi), aunque no de tanta importancia como los yacimientos ferrosos. No debe sorprender que el control de esa zona fuera tan disputado entre Crotona y Locros.